# 莎车叶尔羌机场
莎車叶尔羌機場是中國新疆維吾爾自治區喀什地區的民用機場，位於莎車縣孜熱甫夏提塔吉克族鄉孜熱甫夏提村附近，直線距離縣城20公里。
機場於2013年4月12日獲國家發改委審核。
機場投資5.41億元人民幣，資金由發改委、民航局及自治區政府籌集。機場飛行區按4C標準設計，新建一條長3,000米的跑道；航站區按滿足2020年旅客吞吐量20萬人次、貨郵邮吞吐量830萬噸的目标設計。航站樓3,000平方米、站坪機位四個。

## 航空公司与航点
| 航空公司     | 目的地                     |
| ------------ | -------------------------- |
| 中国南方航空 | 乌鲁木齐、乌鲁木齐-鄭州    |
| 華夏航空     | 喀什、和田、阿克蘇、库尔勒 |
| 中国東方航空 | 西安                       |

## 注脚
1. ↑  . 新疆發改委. 2013-04-15  [2014-01-23]. （原始内容存档于2014-02-02）.
2. ↑  . 天山网. 2014-01-23  [2014-01-23]. （原始内容存档于2015-04-03）.